# Моя любовь (фильм, 1940)
«Моя любовь» — советский художественный фильм 1940 года, снятый в жанре лирической музыкальной комедии. Фильм вышел на экраны 8 июля 1940 года.

## Сюжет
Неразлучные друзья — Гриша, Лёша и очаровательная Шура — ударно работают на заводе, а по вечерам учатся в университете. Молодые люди влюблены в Шуру и решают объясниться с ней. Она выбирает Гришу — более красивого, уверенного в себе. Внезапно героиня узнает о смерти родной сестры-близнеца, которая недавно развелась с мужем и завещала Шуре воспитать её маленького (полуторагодовалого) сына. Шура едет за ребёнком, а вернувшись, по совету профессора-медика, скрывает, что Феликс — не её сын. Знакомые и друзья заинтригованы. Подруга героини, Мотя, предполагает, что это ребёнок Гриши. Тот раздражён случившимся и требует, чтобы Шура сказала всем, что Феликс не его ребёнок. Они ссорятся. Лёша, напротив, с удовольствием возится с малышом, а с Гришей ссорится из-за того, что он обидел Шуру. Героиня получает телеграмму от бывшего мужа сестры, которого тоже зовут Алексей, где он требует отдать ему ребёнка. Шура встречается с ним на вокзале. Лёша, случайно прочитав телеграмму, следит за ними, а Гриша — за Лёшей. В результате разговора с Шурой Алексей отказывается от ребёнка, а Гриша по недоразумению решает, что Шура встречалась с Лёшей, который и является отцом ребёнка. Шура с Феликсом уезжает в дом отдыха. Гриша рассказывает всем, что Лёша — отец Феликса. Добрый и отзывчивый человек, искренне любящий Шуру, Лёша не отказывается от отцовства, едет вслед за Шурой и делает ей предложение. И хотя Гриша тоже приезжает и пытается наладить отношения с Шурой, на этот раз она выбирает Лёшу.

## В ролях
- Лидия Смирнова — Шурочка
- Иван Переверзев — Гриша
- Владимир Чобур — Лёша
- Феликс Черноусько[2] — малыш Феликс
- Олег Солюс — Алексей, муж сестры
- Владимир Шишкин — Веня
- Наум Соколов — профессор
- Николай Трофимов — Миша
- Мария Ключарёва — Мотя
- Алексей Матов — Мирон Максимович
- Мария Шлёнская — бабушка
- Давид Клеймиц — пианист в ансамбле на танцах
- Валентин Киселёв — пассажир на вокзале

## Съёмочная группа
- Режиссёр — Владимир Корш-Саблин
- Сценарист — Иосиф Прут
- Оператор — Давид Шлюглейт
- Художник — Семён Мандель
- Звукооператор — Григорий Эльберт
- Монтажёр — Надежда Бриллиантщикова
- Директор картины — С. Чернин
- Зам. директора картины — Ф. Мурашко

## Песни
- Песня «Звать любовь не надо» муз. — Исаак Дунаевский. Слова — А.Д’Актиль.
- Песня о дружбе муз. — Исаак Дунаевский. Слова — А.Д’Актиль.

Песни исполняет  Пургалина Эсфирь